# Néko Hnepeune
Néko Hnepeune, né le 21 avril 1954 dans la tribu de Luengöni, dans le district coutumier de Lossi, sur l'île de Lifou (Nouvelle-Calédonie), est un homme politique indépendantiste kanak, président de la Province des Îles Loyauté de la Nouvelle-Calédonie de 2004 à 2019 et maire de Lifou de 2001 à 2014.

## Origines familiales
Issu d’une fratrie de 10 enfants, il est petit-fils de pasteur et le frère aîné de Samuel Hnepeune, ancien président du MEDEF NC de 2020 à 2021 et membre du gouvernement de la Nouvelle-Calédonie en 2021.

## Une carrière de fonctionnaire lié à l'UC
Fonctionnaire diplômé de l'Institut régional d'administration générale de Metz, il adhère à l'Union calédonienne dès son retour en Nouvelle-Calédonie en 1980 et donc, après sa création en 1984, au FLNKS. Il est le premier directeur de l'Office culturel kanak (OCK, ancêtre de l'ADCK) de 1983 à 1989, puis secrétaire général de la Province Iles sous la présidence de Richard Kaloï (1989-1995).

## Les premières responsabilités politiques
Il est élu pour la première fois à l'Assemblée de la Province des îles Loyauté en 1999, il est alors en 6e position de la liste FLNKS (en réalité uniquement UC, une liste Palika étant également présente lors de ce scrutin) menée par Robert Xowie et qui remporte l'élection avec 6 sièges sur 14. Il prend alors la présidence de la commission des Finances, de l'Administration générale et de la Fonction publique de cette assemblée. Ces élections dans les Îles Loyauté étant annulées par un arrêt du Conseil d'État le 15 mai 2000, il est à nouveau présent sur la liste de tendance UC à nouveau menée par Robert Xowie, cette fois-ci en 4e position, et retourne alors à l'Assemblée de la Province.
Mais il arrive sur le premier plan de la scène politique des îles véritablement qu'en mars 2001, lorsqu'il est élu maire de Lifou, la plus grande et la plus peuplée des trois îles Loyauté (et qui comprend aussi l'île de Tiga), où se trouve le chef-lieu de la Province. Il remplace alors à ce poste Robert Xowie, et fait donc d'ores et déjà figure de potentiel successeur de ce dernier à la tête de l'Assemblée des Îles Loyauté. Il se fait remarquer dans sa commune en réussissant à rassembler dans la majorité la totalité des six forces politiques présentes au conseil municipal, toutes ses délibérations ayant été votées à l'unanimité.

## La présidence de la province des Îles Loyauté
En 2004, il est choisi pour prendre la tête de la liste UC dans les Îles, en remplacement de Robert Xowie qui ne se représente pas. Malgré des critiques des autres forces politiques quant à la gestion financière de la province menée par la majorité sortante, Néko Hnepeune lui-même fait campagne sur le thème de la stabilisation des comptes ainsi que sur celui du désenclavement de la Province. Sa liste arrive en tête du scrutin le 9 mai avec 3 199 voix (22,5 % des suffrages) et 4 élus sur 14, soit deux de moins que lors de la précédente mandature du fait de la présence, outre une liste UNI emmenée par le maire Palika d'Ouvéa Boniface Ounou, une autre dissidente de l'Union calédonienne baptisée UC Renouveau. Élu président de la province, il forme alors une majorité composée des 4 élus de son parti, de ceux du Palika (2), de la FCCI (2) et du LKS (2), soit en tout 10 élus sur 14, l'opposition étant composées de l'UC Renouveau et du Rassemblement-UMP de Simon Loueckhote. Il entre également au Congrès de la Nouvelle-Calédonie où il siège au sein du groupe Union calédonienne.
Il acquiert rapidement une solide popularité dans les Îles et le respect des différentes forces politiques de la province, qu'elles soient dans la majorité ou dans l'opposition, qui reconnaissent ses qualités de gestionnaire. Ayant hérité en effet d'une province endettée (pour 1,5 milliard de Francs CFP, soit environ 12,6 millions d'€) et mise sous tutelle financière de l'État pour le budget 2004, il réussit à régler la plupart des dettes dès 2004 grâce à une politique de rigueur et le budget primitif pour 2005 qu'il prépare est voté à l'unanimité. Tous les autres budgets primitifs présentés chaque année jusqu'à la fin de la mandature ont été également adoptés à l'unanimité. Ses adversaires lui reprochent toutefois de ne pas avoir su mettre en place des projets suffisamment créateurs d'emploi pour enrayer l'exode massif des jeunes actifs vers le Grand Nouméa que connaît la Province et pour une gestion parfois jugée trop technocratique.
Pour les élections municipales de 2008, il se présente à sa propre succession à la tête d'une liste unitaire UC-Palika-LKS. Celle-ci arrive largement en tête au 1er tour avec 1 978 voix et 35,69 % des suffrages, il fusionne alors avec la liste « Front pour le développement de Lifou (FDL) » de l'ex-FCCI Cono Hamu qui était arrivé en 4e position avec 12,31 % des suffrages. Sa liste l'emporte au second tour dans une triangulaire qui l'oppose à deux autres formations indépendantistes, celle de l'UC Renouveau de Jacques Lalié et celle du Parti travailliste de Louis Kotra Uregei, avec 51,49 % des suffrages et 25 conseillers sur 33.
L'année suivante, à l'occasion des élections provinciales du 10 mai 2009, il est une nouvelle fois investi par l'UC pour diriger la liste du parti aux Îles Loyauté et ainsi briguer sa propre succession. Il fait campagne sur le thème du développement d'activités pour mettre fin à l'exode rural et à l'hémorragie démographique, en mettant l'accent sur les transports (maritime et aérien), l'agriculture et la pêche avec l'investissement dans des productions vouées à l'exportation ou les biocarburants via le coprah notamment, et le tourisme. Il doit faire face à un Parti travailliste de Louis Kotra Uregei particulièrement offensif et engageant de gros moyens pour sa promotion dans les îles, et à l'alliance du Palika avec l'UC Renouveau de Jacques Lalié et le FDIL de Cono Hamu. Il obtient pourtant une victoire assez nette, améliorant son score de 2004 avec 33,7 % des suffrages exprimés et six sièges sur 14. Le 15 mai suivant, il est réélu sans difficulté président de la Province dès le premier tour de scrutin grâce au soutien des deux élus du LKS. Il est le premier chef de l'exécutif provincial des Îles Loyauté à être reconduit pour un second mandat.
Néanmoins, les résultats des élections provinciales du 10 mai 2009 dans la province des îles Loyauté sont toutefois annulés par le Conseil d'État le 16 octobre suivant, du fait d'une « accumulation d’irrégularités, d’une ampleur particulièrement significative », notamment dans la rédaction des procès verbaux des bureaux de dépouillement (oubli de mentions de votes par procuration, ou au contraire nombre de procurations notées supérieures à celles octroyées) ou par le nombre particulièrement élevé de procurations (de l’ordre de 60 à 80 % des électeurs dans certains bureaux de vote). Le Conseil d'État avait été saisi au lendemain du scrutin par le Parti travailliste. Reconduisant sa liste pratiquement à l'identique, il remporte à nouveau le scrutin partiel le 6 décembre de la même année, avec 33 % des suffrages exprimés et toujours 6 élus sur 14. Le 11 décembre 2009, il est réélu président de Province avec une majorité de 10 voix unissant l'UC-FLNKS, le LKS (qui obtient à nouveau la seconde vice-présidence pour Nidoïsh Naisseline) et en plus cette fois l'« Union pour un renouveau » (UNR) rassemblant l'UNR de Jacques Lalié, des dissidents du Palika et le FDIL (Éliane Waitronyie Caihé, n°2 de cette liste et membre du Palika, est élue 3e vice-présidente).